# وريد معدي أيسر
الوريد المعدي الأيسر أو يسمى أحيانًا (الوريد التاجي) يقوم بنقل الدم من روافد توجد على كلا سطحي المعدة، ويعبر من اليمين إلى اليسار على طول الانحناء الصغير للمعدة، بين طبقتي الثرب الصغير، إلى الفتحة المريئية للمعدة، حيث يقوم باستقبال بعض الأوردة المريئية.
يقوم الوريد بعد ذلك بالرجوع للخلف، ويعبر من اليسار إلى اليمين خلف الجراب الثربي، حيث يقوم بتصريف الدم إلى وريد الباب.
تتم تغذية الدوالي المريئية بشكل أساسي عن طريق الوريد المعدي الأيسر، وعادةً يتم تصريف الدم منها إلى وريد الفرد ووريد ردف الفرد.

## وصلات خارجية
- Left+gastric+vein في قاموس إي ميديسين

- درسٌ تشريحي حول stomach مُعدٌ بواسطة ويسلي نورمان (جامعة جورجتاون). (portalvein)